# Italienische Personennamen germanischer Wurzel
Die Bewohner der Apenninenhalbinsel sind schon zur Zeit der Völkerwanderung mit germanischen Völkern in näheren Kontakt gekommen. Diese Kontakte haben auch in der Namensgebung ihre Spuren hinterlassen.

## Vornamen

### Namenkundliches
Wie in anderen romanischen Sprachen gibt es auch im Italienischen zahlreiche Vornamen germanischer Herkunft. Männliche Namen enden häufig auf -o, weibliche auf -a. Es ist im Italienischen daher leicht möglich, aus einem germanischen Männernamen einen Frauennamen – und umgekehrt – zu machen, wo dies etwa im Deutschen nicht üblich ist, da manche Zweitglieder der Namen geschlechtsspezifisch sind (z. B. -hild, -hard). So wird aus Adelaide bzw. Adelaida (Adelheid) der männliche Vorname Adelaido, aus Edmondo (Edmund) der weibliche Vorname Edmonda. Jedoch sind auch im Italienischen solche Formen in der Regel selten.
Es gibt Kombinationen von Namensgliedern, die bei den heutigen deutschen Vornamen nicht üblich sind, z. B. Arimondo entspricht Her- wie in Hermann + -mund wie in Raimund (also Hermund), Adalgisa entspricht Adel- wie in Adelheid + -gis wie in Gisela (also Adelgis).
Das Italienische kennt auch Namen, die nur zum Teil germanisch sind, also mit einem Namensglied aus einer anderen Sprache kombiniert, etwa Giancarlo (Hans + Karl), Marilda (Maria + Hilde). Wenige Namen werden (auch) in ihrer germanischen Form verwendet (Walter, Bruno, Emma, Irma).
Nicht angeführt sind hier meist die vielen Diminutive, die im Italienischen häufiger in Verwendung sind als im Deutschen, sowie die Koseformen, zu Carlo (Karl) etwa Carletto, Carlino, Carluccio.
Es gibt Fälle, bei denen nicht ein germanischer Name zu Grunde liegen muss, in jedem Fall ist aber eine germanische Wurzel anzusetzen: z. B. Walchiria (Walküre), Lombardo und Lombardina (von der Region Lombardei stammend, die nach den Langobarden benannt ist), Alemanno (Alemanne), Guerra (Krieg, germanisch werra), Guerriero (Krieger).

### Geschichte
Im 6. Jahrhundert brachten die Langobarden mit ihrer Herrschaft auch Namen nach Italien. Walthari beispielsweise hießen Personen höheren Ranges; dies mochte daher der romanischen Bevölkerung auch imponiert haben. Später wurde dieser Name neuerlich durch die Franken verbreitet. Über das lateinische Gualterius wurde er zu Gualtiero. Erst viel später, etwa im 19. Jahrhundert, kam der Name in der Form Walter nach Italien, wurde dann auch Valter (gleich ausgesprochen) und Valtero geschrieben. Ursprung war jetzt hauptsächlich das Angelsächsische. In Italien wurden zum Beispiel die Romane von Walter Scott gern gelesen. Berühmte Italiener, die dann diesen Namen trugen, waren wieder Vorbilder für die Namensgebung, sodass heute Walter viel häufiger ist als Gualtiero.
Auch in anderen Fällen war es so, dass in der Neuzeit berühmte Namensträger die Verbreitung von Namen aus dem Norden, auch aus den USA, bewirkten.
Teodolinda ist ebenfalls ein Name, der auf die Langobarden zurückgeht. Theudelinde war die Königin dieses Volkes, Gattin des Authari, später des Agilulf Ihr Name ist nicht unter den sehr seltenen in Italien (etwa 5500 Namensträgerinnen um 1970), hauptsächlich in der Lombardei verbreitet; dort ließ die Langobardenkönigin nämlich im Monza die Basilika San Giovanni erbauen.
Die Listen enthalten auch Vornamen, die nicht unmittelbar aus dem Germanischen stammen, sondern von anderen Sprachen beeinflusst wurden. Ferdinando z. B. ist vom Spanischen beeinflusst, Imelda vom Französischen. Olga machte den Weg vom Nordischen über das Russische. Auch Francesco mit seiner eigenartigen Geschichte gehört hierhin. Namen, deren germanische Herkunft zweifelhaft ist, sind meistens nicht angeführt (etwa Isolda).
Es lässt sich nicht allgemein sagen, welche Veränderung die germanischen Namen bei ihrer Italianisierung durchmachten. H am Beginn eines Namensgliedes verschwindet regelmäßig (Hildegard > Ildegarda, Gerhard > Gerardo), W wird manchmal zu Gu (Wido > Guido, Walbert > Gualberto, Wilhelm > Guglielmo, ...), r wird manchmal zu l (Gertrud > Geltrude, Heribert > Eliberto (auch Eriberto), ...). Auch für die Namensglieder gibt es Regeln mit Ausnahmen (rich > rigo oder rico, -old > -aldo oder -oldo).

### Statistik
In einer Statistik aus dem Jahr 2007 sind unter den häufigsten 30 männlichen Vornamen der Neugeborenen fünf mit germanischer Wurzel; dabei ist Francesco sogar an erster Stelle; die weiteren Namen sind Riccardo, Federico, Leonardo, Edorardo. Bei den Mädchen ist Francesca am weitesten vorne, aber erst auf dem 9. Rang; Emma, Matilde, Federica sind auch noch innerhalb der ersten 30 Ränge.
Die nachfolgende Auflistung in der Tabelle ist als nicht vollständig zu betrachten. Auch historische Namen bleiben unberücksichtigt.

### Männliche Vornamen

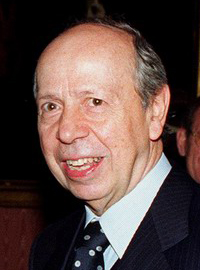
Lamberto Dini, ehemaliger ital. Ministerpräsident

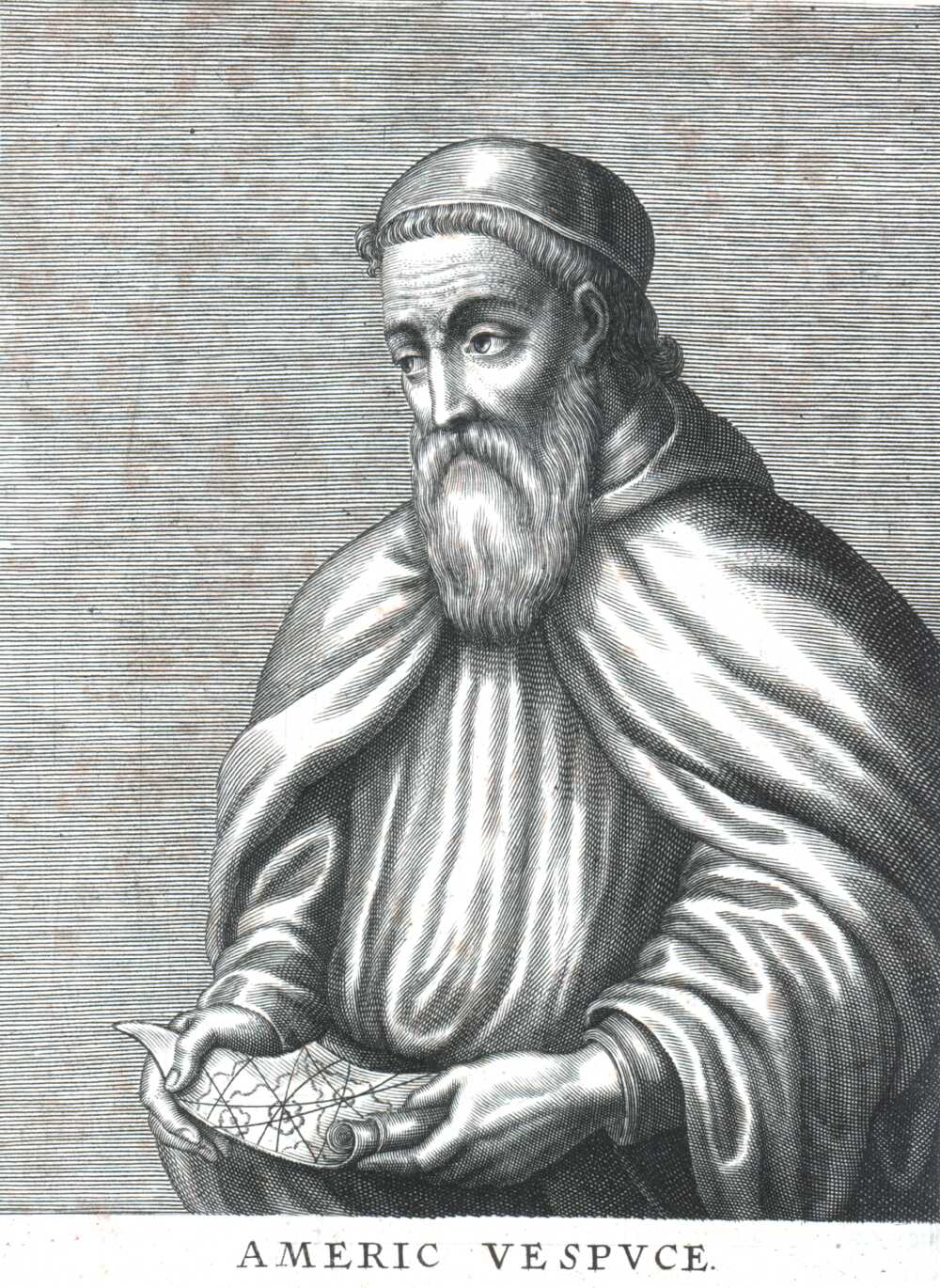
Nach Amerigo Vespucci ist ein Kontinent benannt, dieser hat damit einen germanischstämmigen Namen.

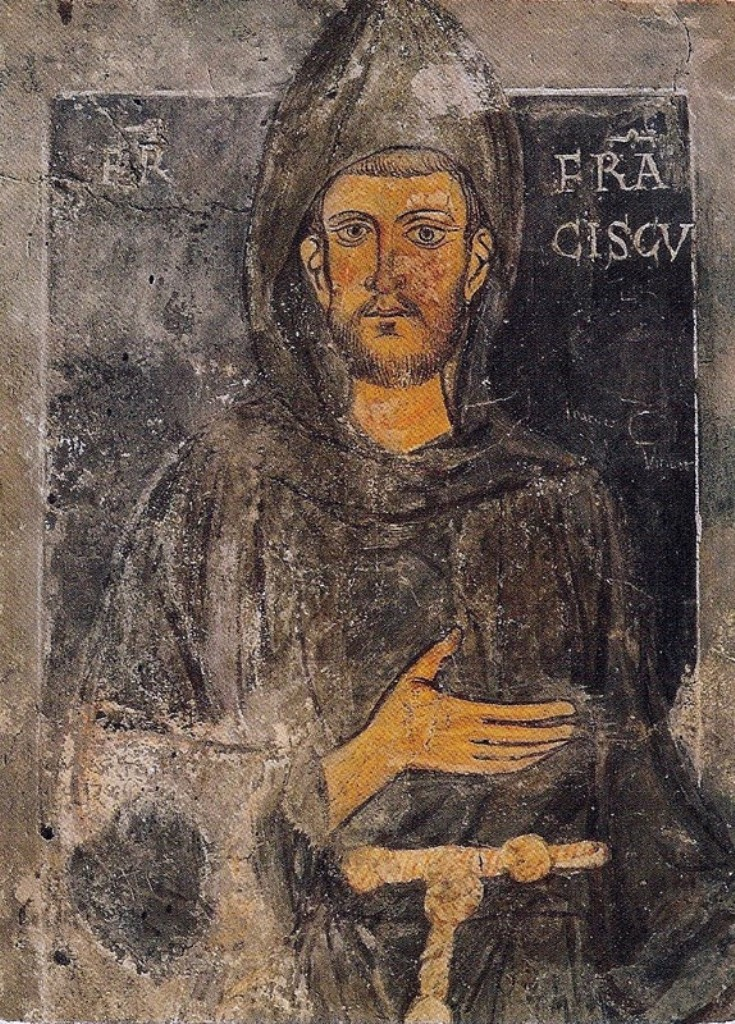
Franz von Assisi hat möglicherweise als Erster diesen Vornamen (Francesco) getragen. Er wurde von seinem Vater so genannt in Erinnerung an seine Zeit in Frankreich (Reich der Franken).

| Italienischer Name                                              | Deutsche Entsprechung / Erklärung                                                            |
| --------------------------------------------------------------- | -------------------------------------------------------------------------------------------- |
| Adalberto, Edelberto, Edilberto                                 | Adel- + bert (ahd. beraht = glänzend)                                                        |
| Adalgerio                                                       | Adalger                                                                                      |
| Adelmaro                                                        | Adalmar                                                                                      |
| Ademaro, Adimaro                                                | entspricht ahd. adal (vornehm) oder hadu (Streit) + māri (berühmt)                           |
| Ado, Adone                                                      | Kurzform für Namen mit Adal-                                                                 |
| Adolfo, Adinolfo                                                | Adolf                                                                                        |
| Agilulfo                                                        | Agilulf                                                                                      |
| Araldo                                                          | Harald                                                                                       |
| Alarico                                                         | Alarich                                                                                      |
| Alberico                                                        | Alberich                                                                                     |
| Alberto, Aliberto                                               | Albert                                                                                       |
| Alboino                                                         | Albuin                                                                                       |
| Aldebrando, Aldobrando, Altobrando, Alibrando, Aliprando        | siehe Aldo; + brand (Schwert)                                                                |
| Aldegardo                                                       | siehe Aldo; + gard (Einfriedung)                                                             |
| Aldegondo                                                       | siehe Aldo; + gund (Kampf)                                                                   |
| Aldemaro, Aldimaro                                              | siehe Aldo; + ahd. māri (berühmt)                                                            |
| Alderico, Alderigo                                              | siehe Aldo; + rich (Herrscher, mächtig)                                                      |
| Aldo                                                            | Adal(-bert) oder (Regin-)ald, (Arn-)old oder germ. alda (alt)                                |
| Aldoino, Aldovino, Alduino                                      | germ. alda (alt, erfahren) + wini (Freund)                                                   |
| Alfonso                                                         | Alfons                                                                                       |
| Alfredo                                                         | Alfred                                                                                       |
| Americo, Amerigo                                                | Heimerich, Heinrich                                                                          |
| Anselmo                                                         | Anselm                                                                                       |
| Ansperto                                                        | Ansbert                                                                                      |
| Ansuino, Ansovino                                               | germ. ans (Gottheit) + wini (Freund)                                                         |
| Araldo, Arealdo, Arialdo, Airaldo                               | Harald, Herwald                                                                              |
| Archibaldo                                                      | Erkenbald                                                                                    |
| Ardoino, Ardovino, Arduino                                      | entspricht ahd. harti (kräftig) + wini (Freund)                                              |
| Arimondo                                                        | entspr. ahd. heri (Kriegsschar) + munt (Schutz)                                              |
| Armando, Armanno, Armano                                        | Hartmann, Hermann                                                                            |
| Arnaldo, Arnoldo                                                | Arnold                                                                                       |
| Arnulfo                                                         | Arnulf                                                                                       |
| Astolfo                                                         | germ. haist (Kampfkraft) + wulf (Wolf)                                                       |
| Azio, Azzo                                                      | Kurzform für Namen mit Adal-                                                                 |
| Balduino, Baldovino, Baldoino                                   | Baldwin, Balduin                                                                             |
| Beltramo                                                        | germ. Beraht (glänzend) und Hrabahn (Rabe)                                                   |
| Benno                                                           | Benno                                                                                        |
| Berengario                                                      | Berengar                                                                                     |
| Bernardo, Berardo, Verardo, Belardo                             | Bernhard                                                                                     |
| Berto                                                           | Kurzform Bert(-rando), (Al-)berto, ...                                                       |
| Bertoldo                                                        | Berthold                                                                                     |
| Bertrando, Beltrando                                            | Bertrand                                                                                     |
| Bruno, Brunaldo                                                 | Bruno                                                                                        |
| Carlo                                                           | Karl                                                                                         |
| Clodomir                                                        | entspr. ahd. hlūt (berühmt) + germ. meriz (glänzend)                                         |
| Corrado                                                         | Konrad                                                                                       |
| Cuniberto                                                       | Kunibert                                                                                     |
| Dagoberto                                                       | Dagobert                                                                                     |
| Eberardo, Everardo, Evrardo, Everaldo                           | Eberhard                                                                                     |
| Edelberto, Edilberto                                            | entspr. ahd. adal (vornehm) + beraht (glänzend)                                              |
| Edgardo                                                         | Edgard                                                                                       |
| Edmondo                                                         | Edmund                                                                                       |
| Edorardo, Eduardo, Odoardo                                      | Eduard                                                                                       |
| Eduino, Edvino                                                  | Edwin                                                                                        |
| Emerico                                                         | germ. haim (Haus) oder amal (tüchtig) + rihhi; Emmerich?                                     |
| Engelberto, Angilberto                                          | Engelbert                                                                                    |
| Enrico, Errico, Errigo, Arrigo, Anrico, Rico                    | Heinrich                                                                                     |
| Erberto, Eriberto, Eliberto, Ariberto                           | Herbert, Heribert                                                                            |
| Erardo                                                          | Erhard                                                                                       |
| Eraldo                                                          | german. harja (Heer) + alda (alt) oder waltan (herrschen)                                    |
| Ermando, Ermanno, Ermano                                        | Hermann                                                                                      |
| Ermenegildo                                                     | Hermenegild                                                                                  |
| Ernesto                                                         | Ernst                                                                                        |
| Ervino                                                          | Erwin                                                                                        |
| Evaldo                                                          | Ewald                                                                                        |
| Federico, Federigo                                              | Fried(e)rich                                                                                 |
| Ferdinando                                                      | gotisch frith + nanth                                                                        |
| Filiberto                                                       | Filibert                                                                                     |
| Franco                                                          | Frank                                                                                        |
| Fulberto                                                        | Volkbert, Volbert                                                                            |
| Galdino                                                         | germ. walten (herrschen)                                                                     |
| Gandolfo                                                        | Gandolf                                                                                      |
| Garibaldo                                                       | Garibald                                                                                     |
| Gerardo, Gherardo                                               | Gerhard                                                                                      |
| Geraldo, Gheraldo                                               | german. ger (Speer) + alda (alt)                                                             |
| Gerlando, Gernando                                              | entspr. ahd. gēr (Speer) + gotisch nanth (Kühnheit)                                          |
| Germano                                                         | German                                                                                       |
| Gilberto, Giliberto, Ciliberto                                  | Gilbert                                                                                      |
| Gilfredo, Gisfredo                                              | entspr. ahd. gisal (Geisel, Bürge, Pfand) + fridu (Schutz)                                   |
| Gisberto                                                        | Gisbert, Giselbert                                                                           |
| Gismondo                                                        | enspr. ahd. gisal? (Bürge, Pfand) + munt (Schutz)                                            |
| Goffredo                                                        | Gottfried                                                                                    |
| Gontrano                                                        | Guntram                                                                                      |
| Gottardo                                                        | Gotthard                                                                                     |
| Grimoaldo, Grimaldo                                             | Grimoald                                                                                     |
| Guglielmo, Vilelmo                                              | Wilhelm                                                                                      |
| Guidalberto                                                     | Wido + Albert                                                                                |
| Guidobaldo                                                      | Wido + -bald (kühn)                                                                          |
| Gualberto, Valberto, Valperto                                   | Walbert                                                                                      |
| Guarniero, Varniero, Varnero, Irnerio                           | Werner, Wernher                                                                              |
| Guelfo                                                          | Welf                                                                                         |
| Guido                                                           | Wido                                                                                         |
| Guizzardo, Guicciardo                                           | entspr. ahd. wig (Kampf) oder wisa (Erfahrung) + harti (kräftig) (entspr. französ. Guichard) |
| Gustavo                                                         | Gustav                                                                                       |
| Ildebrando                                                      | Hildebrand                                                                                   |
| Ildefonso                                                       | Hildefons                                                                                    |
| Irmino, Irmo                                                    | Irmo                                                                                         |
| Lamberto, Amberto                                               | Lambert                                                                                      |
| Lando                                                           | Kurzform für Landolfo, Orlando, Rolando, ...                                                 |
| Landolfo                                                        | Landolf                                                                                      |
| Lanfranco                                                       | entspr. ahd. lant (Land) + franko (Franke, freier Mann)                                      |
| Leonardo, Leonaldo, Nardo                                       | Leonhard                                                                                     |
| Leopoldo                                                        | Leopold                                                                                      |
| Lidovino, Liduino                                               | Leutwin, Luitwin                                                                             |
| Liutprando                                                      | Liutprand                                                                                    |
| Lodovico, Ludovico                                              | Ludwig                                                                                       |
| Luigi, Luisi, Luiso                                             | Ludwig, Luis                                                                                 |
| Mainardo, Mainaldo                                              | Mainhard                                                                                     |
| Manfredo                                                        | Manfred                                                                                      |
| Naldo                                                           | Kurzform für Rinaldo, Arnaldo etc.                                                           |
| Nando, Nandino                                                  | Kurzform für Ferdinando                                                                      |
| Norberto, Nolberto, Noberto                                     | Norbert                                                                                      |
| Normanno, Normando                                              | Norman                                                                                       |
| Odorico                                                         | entspr. ahd. ot (Besitz, Reichtum), ahd. rihhi (reich, Herrschaft)                           |
| Orlando, Rolando                                                | Roland                                                                                       |
| Osvaldo, Esvaldo, Svaldo                                        | Oswald                                                                                       |
| Oscar, Oscare                                                   | Oskar                                                                                        |
| Oto, Otto, Ottilio, Ottone, Ottorino, Oddo, Oddone, Odino       | Otto                                                                                         |
| Poldo                                                           | (Leo-)pold                                                                                   |
| Prando                                                          | (Hilde-)prand                                                                                |
| Radegondo                                                       | Radegund                                                                                     |
| Raimondo                                                        | Raimund                                                                                      |
| Rainardo                                                        | Reinhard                                                                                     |
| Rainero, Rainerio, Raniero                                      | Rainer                                                                                       |
| Rainoldo, Ranaldo, Reginaldo, Renoldo, Rinaldo, Rinaldi         | Reinhold, Rainald                                                                            |
| Raùl, Ràul, Raoul                                               | Radolf                                                                                       |
| Riccardo, Ricardo                                               | Richard                                                                                      |
| Rigoberto                                                       | entspr. ahd. rihhi + beraht                                                                  |
| Randolfo                                                        | Randolf                                                                                      |
| Roderigo, Roderico, Rodrigo, Ruggiero, Rugiero                  | Rüdiger                                                                                      |
| Rosvaldo, Rovaldo                                               | entspr. ahd. hruod (Ruhm) + waltan (herrschen)                                               |
| Romaldo, Romoaldo, Romualdo                                     | Romuald, Rumold                                                                              |
| Roberto, Ruberto, Ruperto                                       | Rupert, Robert                                                                               |
| Rodolfo, Ridolfo                                                | Rudolf                                                                                       |
| Siegfried, Sifrido, Sigefrido, Sigfredo, Sigilfredo, Sigisfrido | Siegfried                                                                                    |
| Sigismondo, Sigismundo                                          | Sigismund                                                                                    |
| Tancredi                                                        | Dankrad                                                                                      |
| Ubaldo, Uboldo                                                  | entspr. ahd. hugu (Verstand) + bald (kühn)                                                   |
| Uberto, Oberto                                                  | Hubert                                                                                       |
| Ulderigo, Uldarico, Olderigo, Udalrico, Udalrigo, Dorigo        | Udalrich, Ulrich                                                                             |
| Umberto                                                         | Humbert                                                                                      |
| Ugo                                                             | Hugo                                                                                         |
| Valdo, Waldo, Gualdo                                            | Kurzform für Namen mit Wald-                                                                 |
| Valfredo, Valfrido, Walfredo, Walfrido, Gualfredo, Gualfardo    | Walfried                                                                                     |
| Vilfrido, Vilfredo                                              | Wilfried                                                                                     |
| Waldemaro                                                       | Waldemar                                                                                     |
| Volfango, Wolfango                                              | Wolfgang                                                                                     |
| Volfrano, Woframo                                               | Wolfram                                                                                      |
| Vivaldo, Vivaldi                                                | Willibald                                                                                    |
| Walter, Valter, Valtero, Valtiero, Gualtiero                    | Walt(h)er                                                                                    |
| Werter, Werther, Verter, Verther                                | Werther                                                                                      |

Die Bedeutung folgender männlicher Vornamen findet man unter den weiblichen (mit der Endung -a statt -o): Adelaido, Brigido, Brunildo, Clotildo, Cunegondo, Edvigio, Elfrido, Elvirio, Emmo, Ermelindo (Armelindo), Ermengardo, Geltrudo, Gisello, Ildegardo, Ildegondo, Lindo, Rosmundo, Rosolindo, Teodolindo, Valchirio.

### Weibliche Vornamen
| Italienischer Name                         | Deutsche Entsprechung / Erklärung                  |
| ------------------------------------------ | -------------------------------------------------- |
| Ada                                        | Kurzform für Namen mit Adal- / Adel-               |
| Adalgisa                                   | entspr. ahd. adal (vornehm) + gisal (Bürge, Pfand) |
| Adalinda, Adelinda, Delinda                | Adelinde                                           |
| Adelaide, Adalaida, Alice                  | Adelheid                                           |
| Adele                                      | Adel(-heid)                                        |
| Aldegonda                                  | alda (alt) oder adal + gund                        |
| Amalia                                     | gotisch amals (tüchtig)                            |
| America, Ameriga                           | entspr. ahd. heim (Haus) + rihhi                   |
| Azia                                       | weibl. Form zu Azzo                                |
| Benilda                                    | Bernhild                                           |
| Berta                                      | entspr. ahd. beraht (glänzend)                     |
| Brunilde                                   | Brunhilde                                          |
| Clotilde                                   | Klothilde                                          |
| Cundegonda                                 | Kunigunde                                          |
| Editta                                     | Edith                                              |
| Edvige, Edda                               | Hedwig                                             |
| Elfa, Elfia                                | Elfi                                               |
| Elfrida, Elfride                           | Elfriede                                           |
| Elga                                       | Helga                                              |
| Elvira                                     | Elvira, gotischen Ursprungs                        |
| Emma                                       | Emma                                               |
| Erilde, Erilda                             | entspr. ahd. heri + hiltja                         |
| Erlinda                                    | Herlinde                                           |
| Ermelinda                                  | Irmelind                                           |
| Ermengarda                                 | Irmgard                                            |
| Everarda                                   | weibl. Form zu Eberardo                            |
| Evelina                                    | germ. awi (Danksagung); vgl. deutsch Evelyn        |
| Geltrude, Gertrude                         | Gertrud                                            |
| Frida, Frieda, Fride                       | Kurzform für Namen auf -friede                     |
| Garibaldina                                | weibl. Form zu Garibaldo                           |
| Gisella                                    | Gisela                                             |
| Griselda                                   | germ. graewa (grau) + hiltja (Kampf)               |
| Ilda, Ilde, Élda, Èlda                     | Kurzform für Namen mit Hild-, -hild                |
| Ildegarda                                  | Hildegard                                          |
| Ildegonda                                  | Hildegund                                          |
| Imelda                                     | Irmhild                                            |
| Inga, Inge                                 | Inge                                               |
| Irma                                       | Irma                                               |
| Linda                                      | Kurzform für Namen auf -linda                      |
| Luigia, Luisa                              | Luise                                              |
| Lutgarda                                   | Luitgard                                           |
| Matilda, Matilde, Matelda, Mafalda         | Mathilde                                           |
| Nanda                                      | Kurzform für Ferdinanda, Fernanda                  |
| Notburga                                   | Notburga                                           |
| Ottilia, Otilia, Oda, Odda, Odilia, Udilia | Ottilie                                            |
| Radegonda                                  | Radegund                                           |
| Rainalda, Rinalda, Reginalda               | weibl. Form zu Rainoldo, Reginaldo                 |
| Rica, Ricca, Riga                          | Kurzform für Namen mit Rich-, -rich                |
| Rosalia                                    | Rosalinde                                          |
| Rosilda                                    | ahd. hruod (Ruhm) + hiltja (Kampf)                 |
| Rosmunda                                   | Rosamunde                                          |
| Ruggera                                    | weibl. Form zu Ruggiero                            |
| Sigfrida                                   | Siegfriede                                         |
| Teodolinda                                 | Dietlind, Theodelinde                              |
| Teodorica                                  | weibl. Form zu Teodorico (Dietrich)                |
| Tilda, Tilde                               | Kurzform für Matilde, Clotilde                     |
| Ulderica, Ulderiga, Ulrica                 | Ulrike                                             |
| Valburga, Walpurga                         | Walburga                                           |
| Valteria, Valterina, Waltera, Gualtiera    | weibl. Form zu Walter                              |
| Villelma, Vilelma, Wilelma                 | Wilhelma                                           |

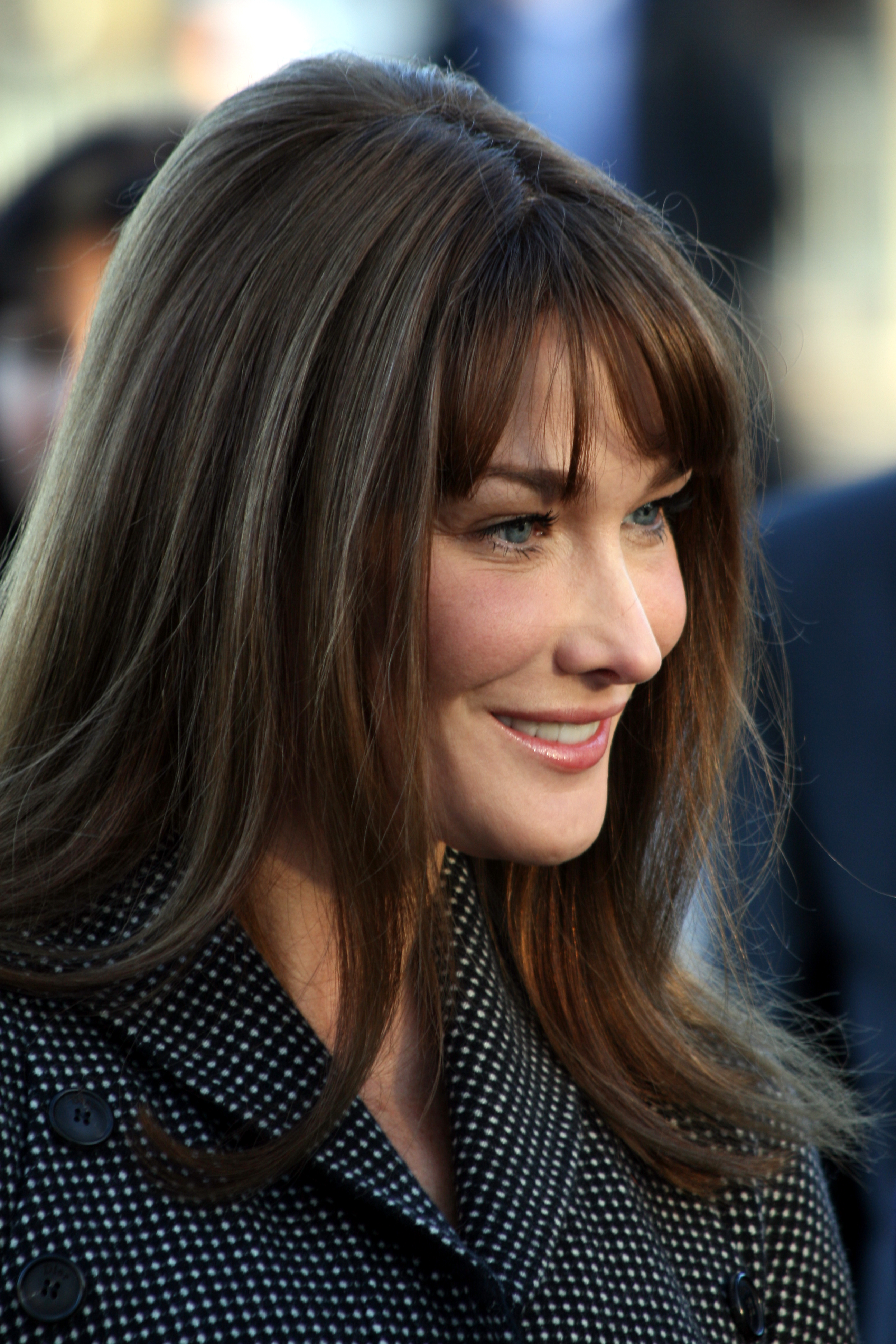
Carla Gilberta Bruni Tedeschi, Italienerin und Gattin des französischen Präsidenten Sarkozy, hat zwei Vornamen und zwei Nachnamen germanischer Wurzel.

Für folgende weibliche Vornamen findet man die Erklärung unter den männlichen (mit der Endung -o statt -a): Adalberta, Ademara, Adolfa (Dolfina), Alberta, Alboina, Aldegarda, Alderica, Aldobranda, Alfreda (Alfrida, Alfride),  Alduina (Aldovina), Alfonsa, Anselma, Aralda (Arialda), Arnalda, (Arnolda, Ernalda), Armanda, Balduina (Baldovina), Bernarda (Bernadette, Berardina, Belarda), Carla (Carola, Carlotta), Dagoberta, Edgarda, Edmonda, Edoarda (Eduarda, Odoarda), Eduina (Edvina), Enrica (Arriga), Erarda, Eriberta, Ermanna (Ermana, Ermanda, Ermina), Ermenegilda (Ermengilda), Ernesta (Erna), Ervina, Evalda, Federica (Federiga), Ferdinanda (Fernanda), Filiberta, Franca, Gandolfa, Geralda, Gerarda (Gherarda, Geralda, Giralda), Gerlanda, Germana (Germania), Gilberta, Gisberta, Gismonda, Gottarda, Goffreda, Grimoalda (Grimalda), Gualberta, Guelfa, Gustava, Lamberta, Lanfranca, Leonarda (Narda), Leopolda, Lidovina (Liduina, Lodovina, Ludovina), Lodovica (Ludovica), Manfreda, Nalda (Naldina), Norberta, Normanna (Normanda), Odorica, Orlanda (Rolanda), Osvalda, Polda, Raimonda, Rainera, Riccarda, Roberta, Rodolfa, Sigismonda (Sigismunda), Ubalda, Uberta, Uga (Ugolina), Umberta, Valda (Walda), Valfreda (Valfrida), Vilfrida (Vilfreda, Wilfrida), Waldemara (Valdemara).

## Familiennamen
Unter den 10 häufigsten italienischen Nachnamen steht an 5. Stelle Bianchi. Es handelt sich um die Angabe des Merkmals „bianco“ (weiß), was sich oft auf die Haarfarbe bezieht. Das Wort ist germanischen Ursprungs, verwandt mit althochdeutsch blanch (blank).
Familiennamen aus Vornamen germanischer Wurzel:
In der Regel sind es Patronyme. Ob ein Nachname aus einem männlichen oder weiblichen Vornamen hervorgeht, ist bei italienischen Namen schwieriger festzustellen als bei deutschen, manchmal gar nicht. Da die Familiennamen schon in der ersten Hälfte des 2. Jahrtausends entstanden sind, können ihnen auch Vornamen zu Grunde liegen, die heute nicht mehr üblich sind.
Laut einer Statistik des Namensforschers E. de Felice liegt ca. 10 %  der geschätzten über 1 Million existierenden italienischen Nachnamen (in den Jahren nach 1970) ein Vorname germanischer Herkunft zu Grunde. Daher können hier nur wenige Beispiele aufgelistet werden. Auf Grund der starken Immigration nach 1990 ist der genannte Prozentsatz heute nach unten zu korrigieren.
Die Präposition de oder di (entspricht deutsch „von“) wird als D in den mit Vokal beginnenden Nachnamen integriert oder mit Apostroph vorangestellt: Dazzo oder D’Azzo zum Vornamen Azzo.
In der rechten Spalte der folgenden Tabelle wird meist nur 1 Form des Vornamens angegeben; der Nachname kann natürlich auch auf eine andere Form des gleichen Vornamens zurückgehen.

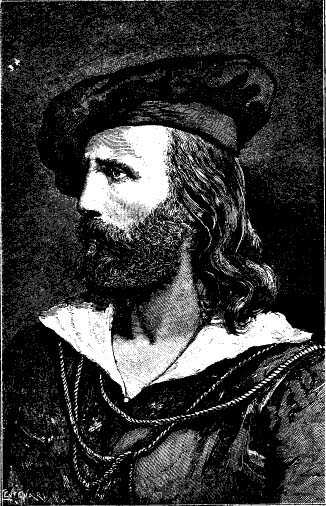
Giuseppe Garibaldi, italienischer Kämpfer

| Italienischer Nachname                                                                                                  | Entsprechender ital. Vorname                      |
| --- | ------------------------------------------------- |
| Alberti, Albertini, Albertoni, Alberto, D’Alberto, …                                                                    | Alberto                                           |
| Albrigo, Alberici, Albricci, ...                                                                                        | Alberico                                          |
| Aldi, Alda, Aldini, Audi, Audo, …                                                                                       | Aldo, Alda                                        |
| Alighieri | germ. alla (ganz) + ger (Speer)                   |
| Aliprandi, Alibrandi, Librandi                                                                                          | Aliprando                                         |
| Anselmi, Anselmo | Anselmo                                           |
| Arduini, Ardoino, Ardovini, ...                                                                                         | Arduino                                           |
| Arimondini | Arimondo                                          |
| Armandi, Armandola, Armani, Armanini…                                                                                   | Armando                                           |
| Arnoldi, Arnoldo, Arnaldi, …                                                                                            | Arnoldo, Arnaldo                                  |
| Azzi, Azzini, Azzola, Azzolino, Dazzo, …                                                                                | Azzo                                              |
| Baldo, Baldino | (Archi-)baldo, (Gari-)baldo, … Bald(-uino)        |
| Beltrami, Beltrame, Beltramo                                                                                            | Beltramo                                          |
| Bernardi, Bernardelli, Bernardini, Bernardoni, Bernardo, De Bernardin, Di Bernardo, Beraldo, Berardi, Beraldini, …      | Bernardo                                          |
| Berti, Bertin, Berto, Bertolini, Bertone, Bertotti, …                                                                   | Berto, Bert-, -berto                              |
| Bertoldi, Bertolini, De Bertoldi, Bertolla, Bertolli, …                                                                 | Bertoldo                                          |
| Brando, Prandi, Prando, Prandini, …                                                                                     | (Ilde-)brando, (Ali-)brando, (Aldo-)brando        |
| Branduardi | Brandward                                         |
| Carli, Carlino, Carlotto, Caroli, Carolo, De Carli, De Carlo, Di Carlo, …                                               | Carlo                                             |
| Ceschi, Ceschin, Ceschini, Cescato, Cescatti, Cecchini, Cecchett, Cecchinato, …                                         | (Fran-)cesco                                      |
| Cicco, Cicchella, Cicchino, Daccico, …                                                                                  | (Fran-)cesco                                      |
| Corradi, Corrado, Corradini, …                                                                                          | Corrado                                           |
| Dorigo, Dorigoni, De Dorigo, Dorigoni, Dorigotti, Dorigatti, Doriguzzi, …                                               | Ulderigo, Dorigo                                  |
| Endrizzi, Enrici, Endrici, …                                                                                            | Enrico                                            |
| Eraldi, … | Eraldo                                            |
| Erardi, … | Erardo                                            |
| Federici, Fedrizzi, Federizzi, Federico, Fedrigotti, Fedrigoni, Frigo, Frizzi, …                                        | Federico                                          |
| Folchi, Folco, Fulcoli, Folgiero, Di Folca, ...                                                                         | Folco (deutsch: Fulko)                            |
| Franceschi, Francesca, Francescato, Francescatti, Francesconi, Francescon, Franceschini, De Franceschi, Defrancescho, … | Francesco (Francesca?)                            |
| Franchi, Franchini, Di Franco, …                                                                                        | Franco                                            |
| Franzelli, Franzin, Franzinelli, Franzoni, …                                                                            | Francesco                                         |
| Gardini | Gardino, Kurzform für (Alde-)gardo, (Ed-)gardo, … |
| Garibaldi | Garibaldo                                         |
| Gerardi, Girardi, Girardello, Girardini, …                                                                              | Gerardo                                           |
| Gherardi, Gherardini, …                                                                                                 | Gerardo                                           |
| Ghiraldi, Ghiraldini, …                                                                                                 | Geraldo                                           |
| Giraldi, Giraldo, Giraldini, Geraldoni, …                                                                               | Gerardo                                           |
| Grimaldi, Grimaldo, …                                                                                                   | Grimaldo, Grimoaldo                               |
| Gualtieri, Gualterozzi, Gualtirolo, …                                                                                   | Gualtiero                                         |
| Guarneri, Guarnieri | Guarniero                                         |
| Guglielmi, Gugielmini, Guglielmo, …                                                                                     | Guglielmo                                         |
| Guido, Guidi, Guidotti                                                                                                  | Guido                                             |
| Lamberti, Lamperti, Lamperteschi, ...                                                                                   | Lamberto                                          |
| Landi, Lando | Lando                                             |
| Lanfranchi, Lanfranco                                                                                                   | Lanfranco                                         |
| Leonardi, Leonardelli, Linardi,…                                                                                        | Leonardo                                          |
| Luisi, Luison, Aloisi, Alvisi, ...                                                                                      | Luigi, Luisi                                      |
| Mainardi, Menardo, Minardi, …                                                                                           | Mainardo                                          |
| Manfredi, Manfredini, Manfredin, Monfredini, Manfrini, …                                                                | Manfredo                                          |
| Nardelli, Nardin, De Nardo, Di Nardo, Di Narda …                                                                        | Nardo, (Leo-)nardo, (Ber-)nardo                   |
| Odorizzi | Odorico                                           |
| Orlando, Orlandi, Orlandini, …                                                                                          | Orlando                                           |
| Pandolfo, Pandolfi | Pandolfo (germ. bandwo (Fahne) + wulfa)           |
| Raimondi, Remondini | Raimondo                                          |
| Ramperti | Ramberto                                          |
| Rampoldi | Rambaldo                                          |
| Ranaldi, Rinaldo, Rinaldi, Rinaldis ...                                                                                 | Rinaldo, Rainaldo                                 |
| Ranieri, Raneri, … | Rainero                                           |
| Redolfi, Rodolfi, Ridolfi, Reolfi, ...                                                                                  | Rodolfo                                           |
| Riccardi, Ricciardo, Riccardelli, Rizzardi, …                                                                           | Riccardo                                          |
| Rigo, Rigon, Rigoni, Righi, Righetti, Rigati, Rigotti, …                                                                | (Ar-)righo, (Fede-)rigo, (Alde-)rigo, (Ame-)rigo  |
| Roberti, Roperti, Robertis, Robertazzi, ...                                                                             | Roberto                                           |
| Ruggiero, Ruggeri, Ruggieri, Ruggera, Rodighiero                                                                        | Ruggiero, Rodighero                               |
| Segafredo, Siffredi, Seganfreddo, ...                                                                                   | Sigfredo                                          |
| Sigismondi, Sigismondo                                                                                                  | Sigismondo                                        |
| Svaldi | Osvaldo, Svaldo                                   |
| Tobaldi, Tipaldi, Toaldi, Tebaldeschi, ...                                                                              | Teobaldo                                          |
| Ugolini, Ughini, Ughelli, Ugozzoni, D’Ugo, ...                                                                          | Ugo                                               |
| Valimberti | Valimberto                                        |
| Vivaldi, Vivaldo, Vivalda, Vivard                                                                                       | Vivaldo                                           |
| Volcan, Volkan | (direkt) aus deutsch Wolfgang                     |

Weitere germanischstämmige Familiennamen: 
Nicht oder nicht notwendigerweise auf Vornamen gehen folgende Familiennamen zurück:
- Alemanno: Vorname Alemanno oder „der Alemanne“
- Barone, Baroni: germ. baro (Lehnsmann)
- Bianchi, Bianchetti, Bianchin: ital. bianco = weiß, entspricht ahd. blanch (blank)
- Bruni, Brunello, Brunazzi, Dalla Bruna: Vorname Bruno oder ital. bruno (braun), beide aus dem Germanischen
- Germani, Germano: Vorname Germano oder „der Deutsche“
- Guerra, Guerri, Guerrieri, Guerrini: Vorname Guerrra, Guerriero oder guerra (Krieg), guerriero (Krieger)
- La Guardia, Guarda: ahd. warta (spähen, wachen)
- Lombardo: Vorname Lombardo oder „der aus der Lombardei Stammende“
- Longobardi: Langobarde
- Marchesi, Marchese, Marchesin: Markgraf
- Marescalco:  Pferdeknecht, „Marschall“
- Todesco, Tedeschi, Todeschi, Deltedesco: der Deutsche
- Saccomano, Saccuman: mittelhochdeutsch sackmann, Verantwortlicher für Verpflegung beim Heer
- Siniscalco: germanisch sini = alt, scalco = ahd. scalc
- Stallone: Hengst, von germ. stall (Stelle)

Besonders im italienisch-deutschen Grenzbereich findet man Familiennamen, die aus einem lautlich oder schriftlich veränderten deutschen Familiennamen stammen: Beber (Weber), Eccher (Egger), Chessler (Kessler), Emer (Ebner), Faifer (Pfeifer), Toller (Thaler), Vegher (Weger) usw.

## Verwendete Abkürzungen
- ahd.: Althochdeutsch
- germ.: germanisch
- entspr.: entspricht

## Verwandte Seiten
- Italienische Sprache
- Liste italienischer Wörter deutscher Herkunft
- Vorname
- Familienname